# Luigi Londero
Luigi Londero (...) è un politico italiano, sindaco di Padova.

## Biografia
Durante il Regno d'Italia, fu alla guida della Città di Padova, nella fase di transizione tra la giunta composta Vettor Giusti del Giardino e la giunta composta da Vittorio Moschini.